# Чернышёвское сельское поселение
Чернышёвское се́льское поселе́ние (укр. Чернишівське сільське поселення, крымскотат. Огъуз Огълу кой юрту) — муниципальное образование в составе Раздольненского района Республики Крым России.

## География
Поселение расположено в северной части района, в степном Крыму, выходя на севере к берегу Каркинитского залива Чёрного моря. Граничит на востоке с Ботаническим, на юге с Раздольненским и на западе с Кукушкинским сельскими поселениями.
Площадь поселения 92,21 км².
Основные транспортные магистрали: 35Н-448 от шоссе Черноморское — Воинка и 35Н-021 Портовое — Раздольное (по украинской классификации — С-0-11128 и С-0-11102 от шоссе).

## Население
| 2001  | 2014  | 2015  | 2016  | 2017  | 2018  | 2019  |
| ----- | ----- | ----- | ----- | ----- | ----- | ----- |
| 3399  | ↘2815 | ↗2822 | ↗2833 | ↘2803 | ↘2788 | ↘2769 |
| 2020  | 2021  |       |       |       |       |       |
| ↘2745 | ↘2541 |       |       |       |       |       |

## Состав сельского поселения
Поселение включает 3 населённых пункт:
| № | Населённый пункт | Тип населённого пункта | Население на 2014 год |
| - | ---------------- | ---------------------- | --------------------- |
| 1 | Чернышёво        | село, центр            | ↘1866                 |
| 2 | Кропоткино       | село                   | ↘882                  |
| 3 | Портовое         | село                   | ↘67                   |

## История
Чернышёвский сельский совет был образован путём выделения сёл из Ботанического сельсовета между 1968-м и 1974 годом. С 12 февраля 1991 года сельсовет в восстановленной Крымской АССР, 26 февраля 1992 года переименованной в Автономную Республику Крым. По Всеукраинской переписи 2001 года население совета составило 3399 человека. С 21 марта 2014 года в составе Крыма аннексировано Россией. Законом «Об установлении границ муниципальных образований и статусе муниципальных образований в Республике Крым» от 4 июня 2014 года территория административной единицы была объявлена муниципальным образованием со статусом сельского поселения.